# ZDNET
ZDNet是一个商业技术新闻网站，由Red Ventures和TechRepublic共同持有和经营。ZDNet成立于1991年4月1日，最初是Ziff Davis的一个普通的技术门户网站，并逐渐发展成为一个以企业IT为重点的在线出版物。